# Великодушие Сципиона (Пуссен)
«Великодушие Сципиона», также «Воздержанность Сципиона» (фр. La Continence de Scipion) — картина французского живописца Никола Пуссена, написанная в 1640 году. Изначально Пуссен исполнил композицию по заказу аббата Джан Марии Рошоли, секретаря папы Римского Урбана VIII. Сменив нескольких владельцев, в первой половине XVIII века «Великодушие Сципиона» перешло в коллекцию британского сановника сэра Роберта Уолпола и находилось в его резиденции Хоутон-холл; как часть коллекции Уолпола полотно была приобретено в 1779 году для российской императрицы Екатерины II и на протяжении последующих полутора веков находилось в Эрмитаже в Санкт-Петербурге. В 1930 году «Великодушие Сципиона» было передано в собрание Государственного музея изящных искусств (ныне — Государственного музея изобразительных искусств имени А. С. Пушкина) в Москве, где и находится в настоящее время (инв. Ж-1048). Техника исполнения картины — масляная живопись на холсте, размер полотна — 114,5 × 163,5 см.
«Великодушие Сципиона» написано на популяризованный в эпоху Возрождения сюжет из античной истории, согласно которому во время событий Второй Пунической войны римский полководец Сципион Африканский проявил милосердие к пленной невесте испанского вождя, возвратив её жениху. Исследователи усматривают в сюжете картины и его интерпретации Пуссеном как связь основоположника классицизма с современной ему драматургией (в частности, с пьесами Пьера Корнеля), так и намек на карьеру первого владельца картины аббата Рошоли. В композиционном плане картина примечательна как пример использования резкой светотени — редкого приёма в творчестве Пуссена. Известен ряд копий и эстампов по композиции «Великодушия Сципиона», исполненных начиная с первой половины XVIII века; рисунок Пуссена, изображающий аналогичный картине сюжет, находится в музее Конде в усадьбе Шантийи.

## Галерея связанных работ

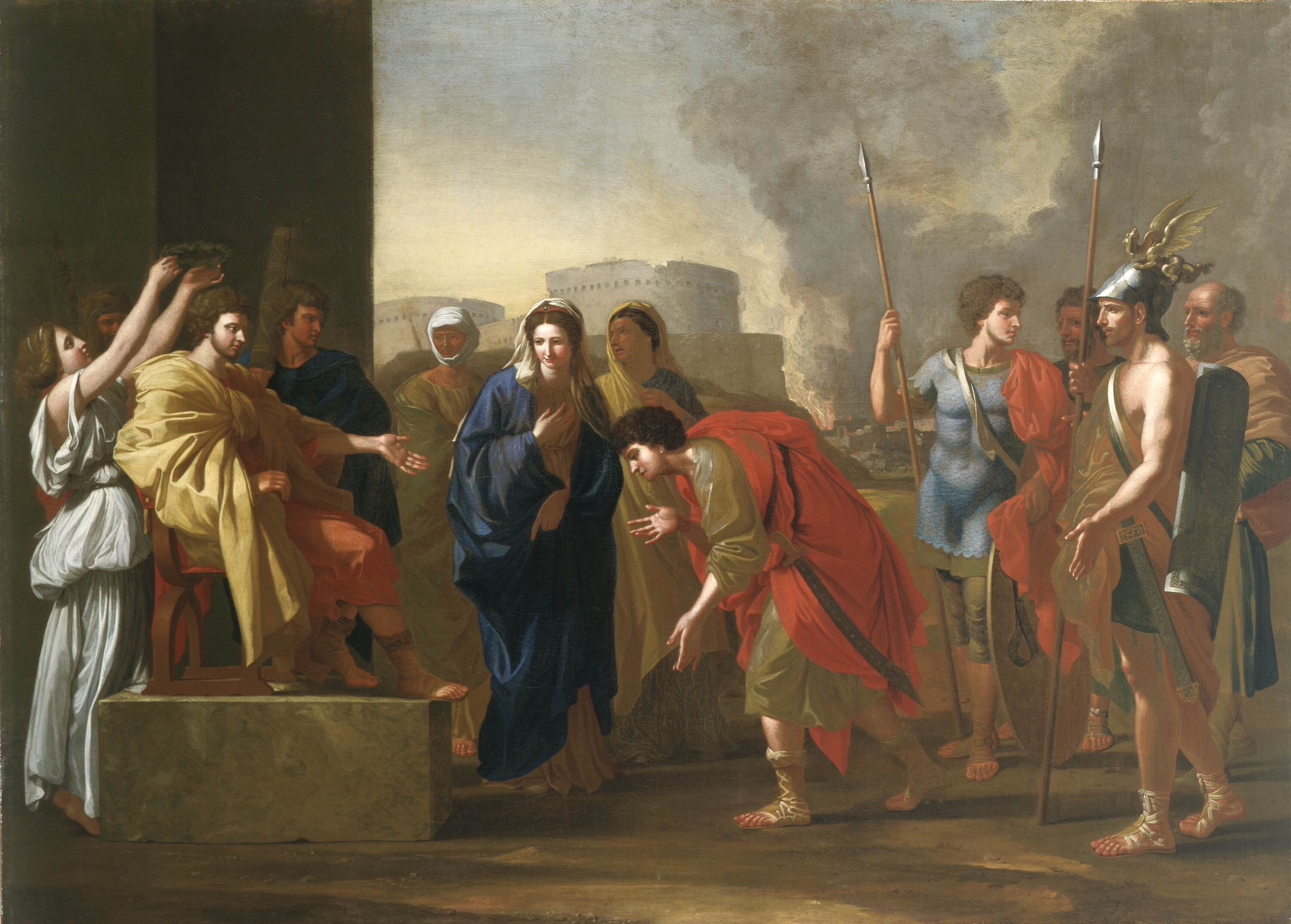
Дж. Смайберт. Великодушие Сципиона. Около 1726 Холст, масло. 116,2 × 159 см Художественный музей Боудин-колледжа, Брансуик, Мэн
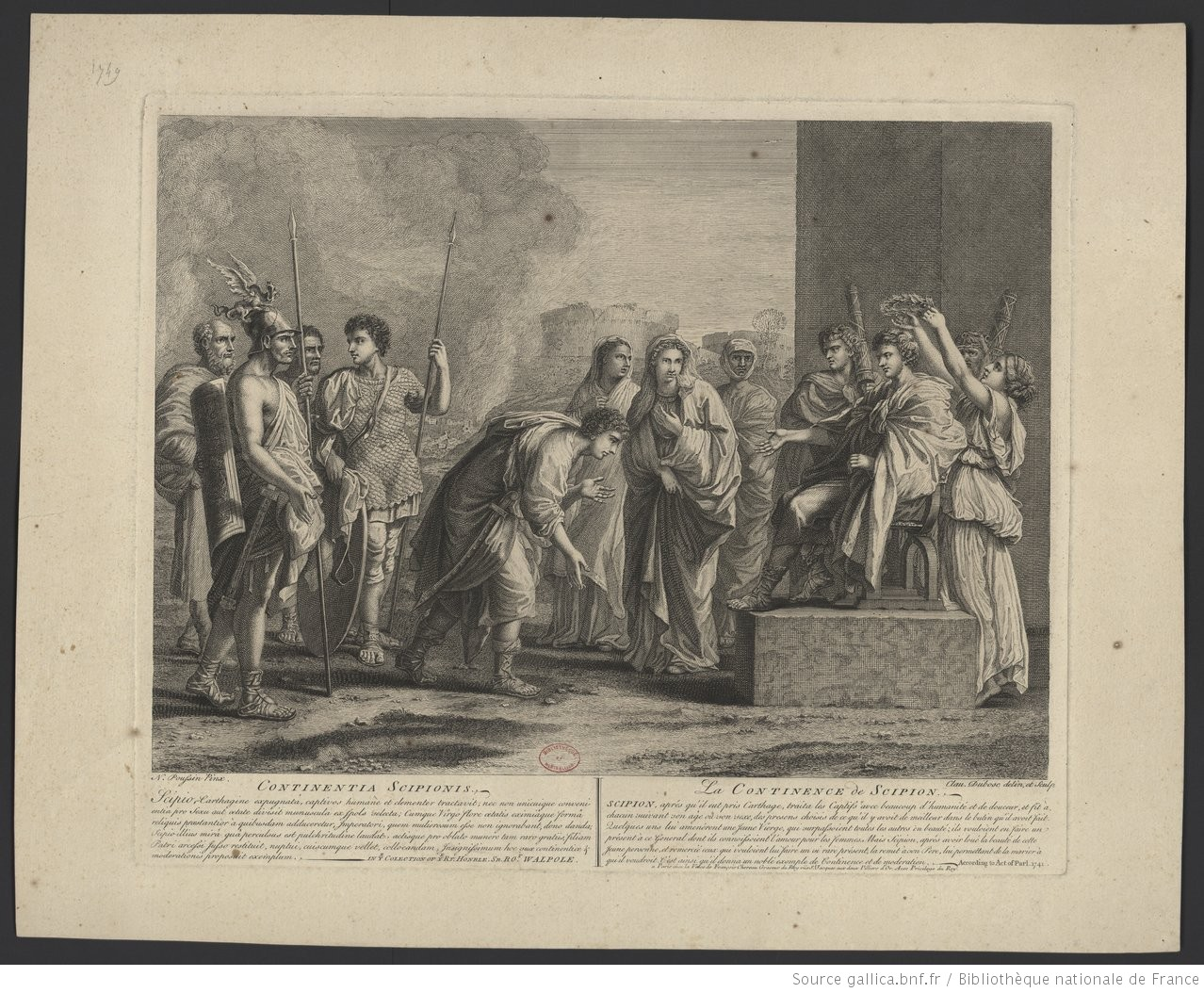
К. Дюбоск. Великодушие Сципиона. 1741 Бумага, офорт, резец. 44 × 55,5 см Национальная библиотека Франции, Париж
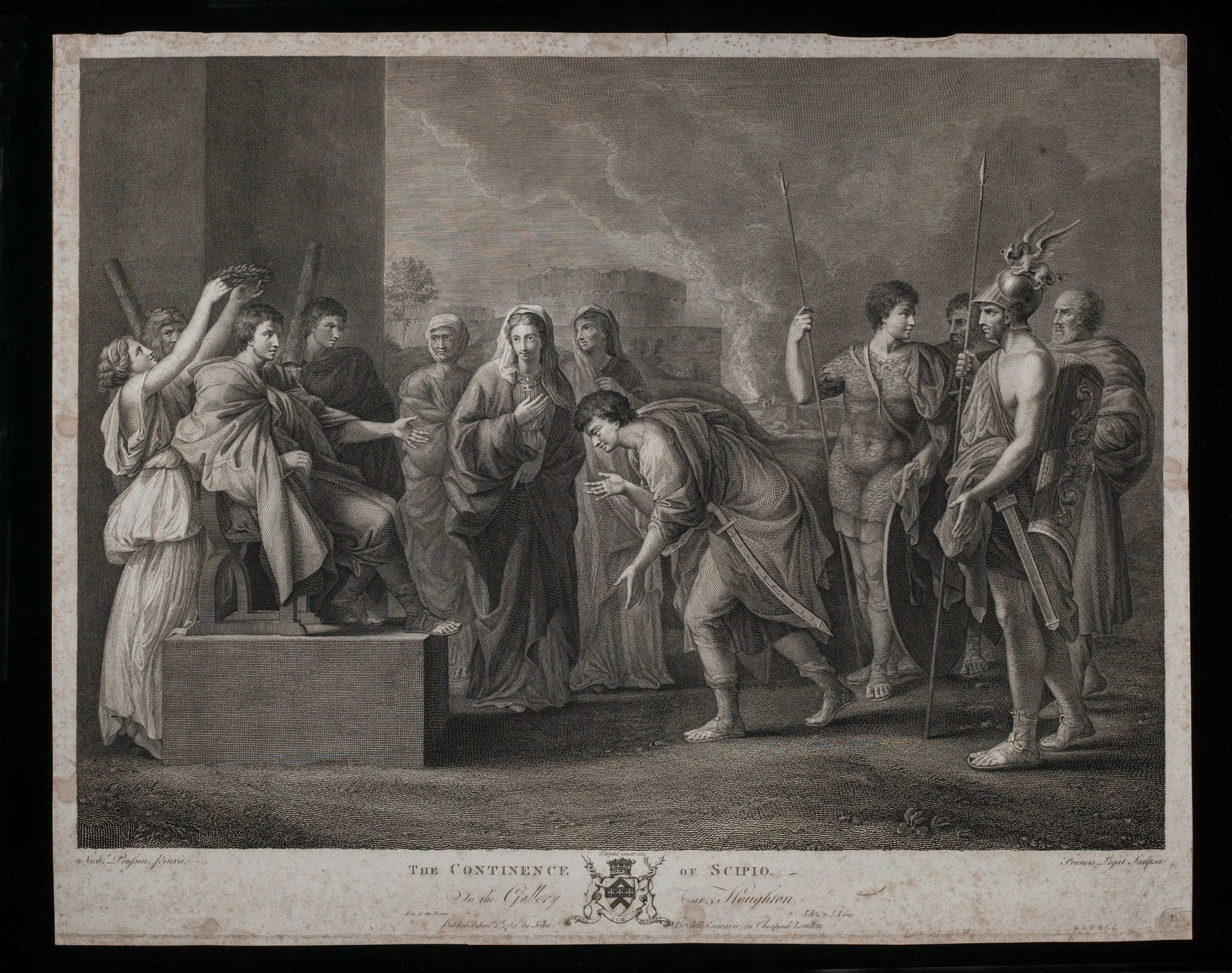
Ф. Лега. Великодушие Сципиона. 1784 Бумага, офорт, резец. 48,5 × 60,5 см Национальный музей американской истории, Вашингтон
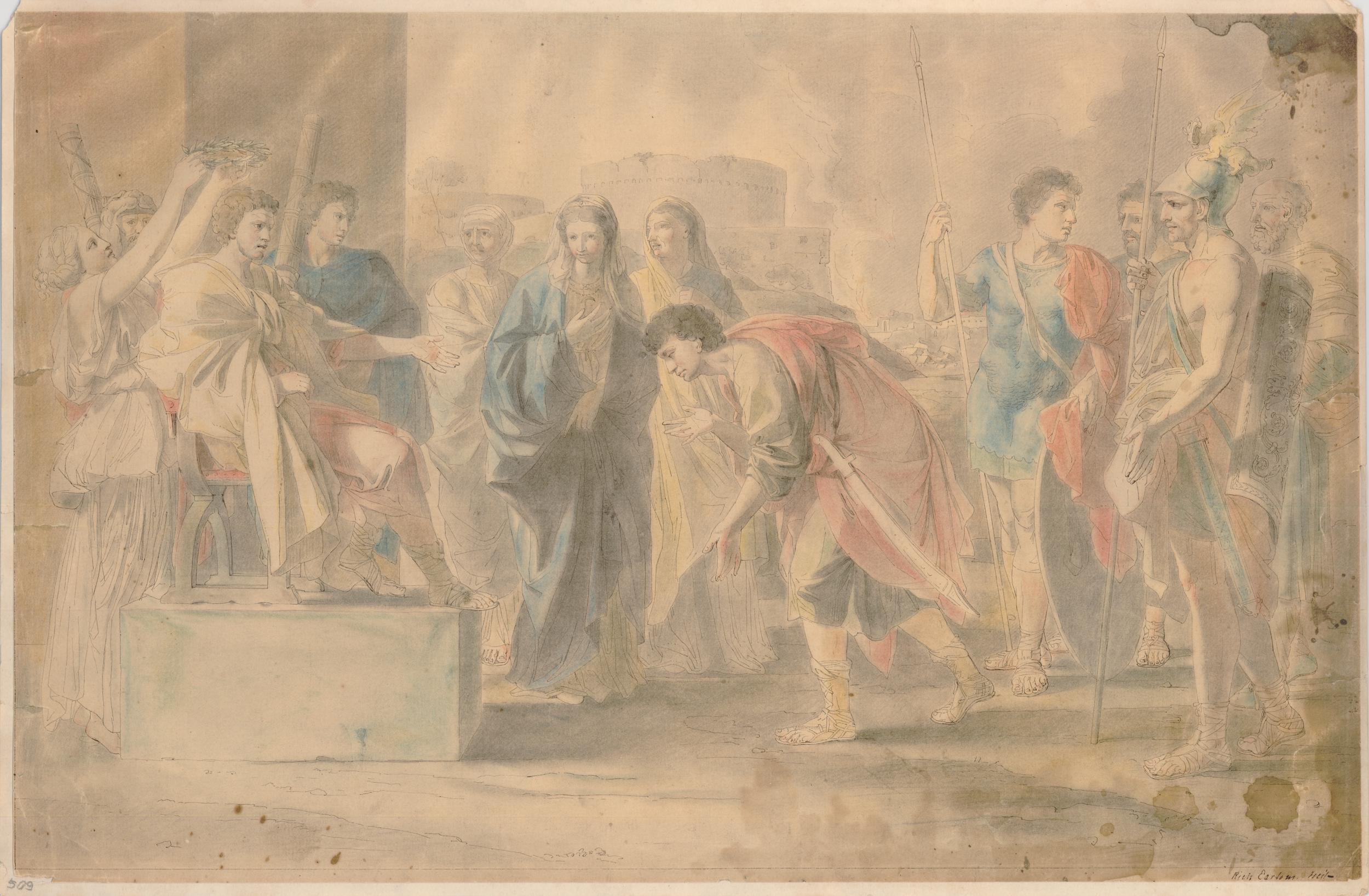
Р. Ирлом. Великодушие Сципиона. 1780–1820-е годы Бумага, графит, тушь, акварель. 32,8 × 50,4 см Британский музей, Лондон

## Участие в выставках
| Год                                                     | Название                                                 | Место проведения                                                                    | Кат. номер | Прим.       |
| ------------------------------------------------------- | -------------------------------------------------------- | ----------------------------------------------------------------------------------- | ---------- | ----------- |
| 1955                                                    | «Выставка французского искусства XV—XX вв.»              | Государственный музей изобразительных искусств имени А. С. Пушкина, Москва          | —          | [ 4 ] [ 5 ] |
| 1956                                                    | «Выставка французского искусства XII—XX вв.»             | Эрмитаж, Ленинград                                                                  | —          | [ 6 ] [ 7 ] |
| 1982                                                    | «Античность в европейской живописи XVI — начала XX века» | Государственный музей изобразительных искусств имени А. С. Пушкина, Москва          | 22         | [ 8 ]       |
| 1994–1995                                               | «Nicolas Poussin, 1594—1665»                             | Национальная галерея Большого дворца, Париж; Королевская академия художеств, Лондон | 96         | [ 9 ]       |
| Обобщающий источник: Кузнецова и Шарнова, 2001, с. 202. |                                                          |                                                                                     |            |             |